# 行川島站
行川島站（日语：／ Namegawa-Airando eki */?）是位於千葉縣勝浦市濱行川，東日本旅客鐵道（JR東日本）的外房線車站。

## 概要

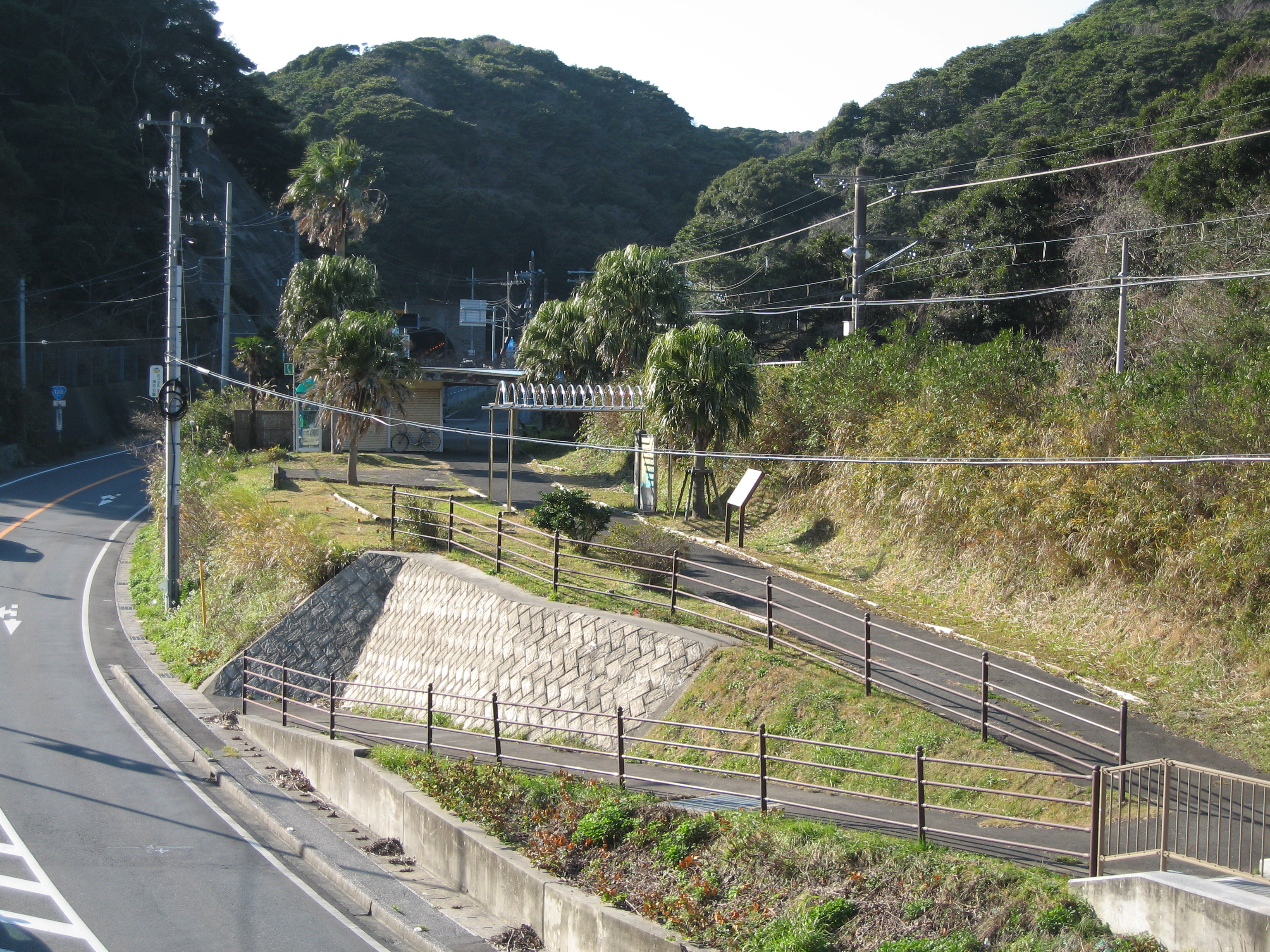
車站周邊（2007年1月8日）

此站是在少數於舊國鐵時代以商用設施為名稱的車站之一。
此站是為了到訪行川島的觀光客而設的車站。當初是一座臨時乘降場。車站位於勝浦市和鴨川市的邊界（舊上總、安房國界），於山之中建設此站。在外房線沿線於行川島附近設有國道128號。在2001年（平成13年）8月，行川島結業，但是車站繼續營業並沒有改名。現時成為無人車站。車站周邊都是山地，最近的村落距離此站約1公里。在行川島結業前，部分特急若潮停靠此站，現時所有特急通過此站，只有各站停車的普通列車停靠。
行川島遺址在2004年（平成16年）由共立保養取得土地，並計劃興建高齡者住宅。在2018年（平成30年）5月改為建設渡假酒店。同年8月29日，在審議會的結論中，決定建設勝浦海濱公園渡假村。於2020年（令和2年）春天預定開始動工。

## 歷史
- 1970年（昭和45年）
  - 7月2日：此臨時車站啟用[1]。
  - 7月18日：部分急行列車停靠此站。
- 1987年（昭和62年）4月1日
  - 成為常設車站（無人車站）[1]。在1970年代起設有售票櫃臺，但只發售近距離乘車票和前往山手線內的車票。也可發售急行券。當時為簡易委託車站，設有檢票實施。
  - 伴隨國鐵分割民營化，車站由東日本旅客鐵道（JR東日本）營運[1]。
- 2001年（平成13年）9月1日：在行川島（日语：行川アイランド）結業同時此站成為無人車站[4]。所有特急通過此站[4]。但是，勝浦站至安房鴨川站之間以普通列車行走的特急列車停靠此站。
- 2008年（平成20年）1月：舊車站大樓撤走，重建新大樓。
- 2009年（平成21年）3月14日：此站可以使用IC卡「Suica」[5]。成為東京近郊區間區域內[5]。

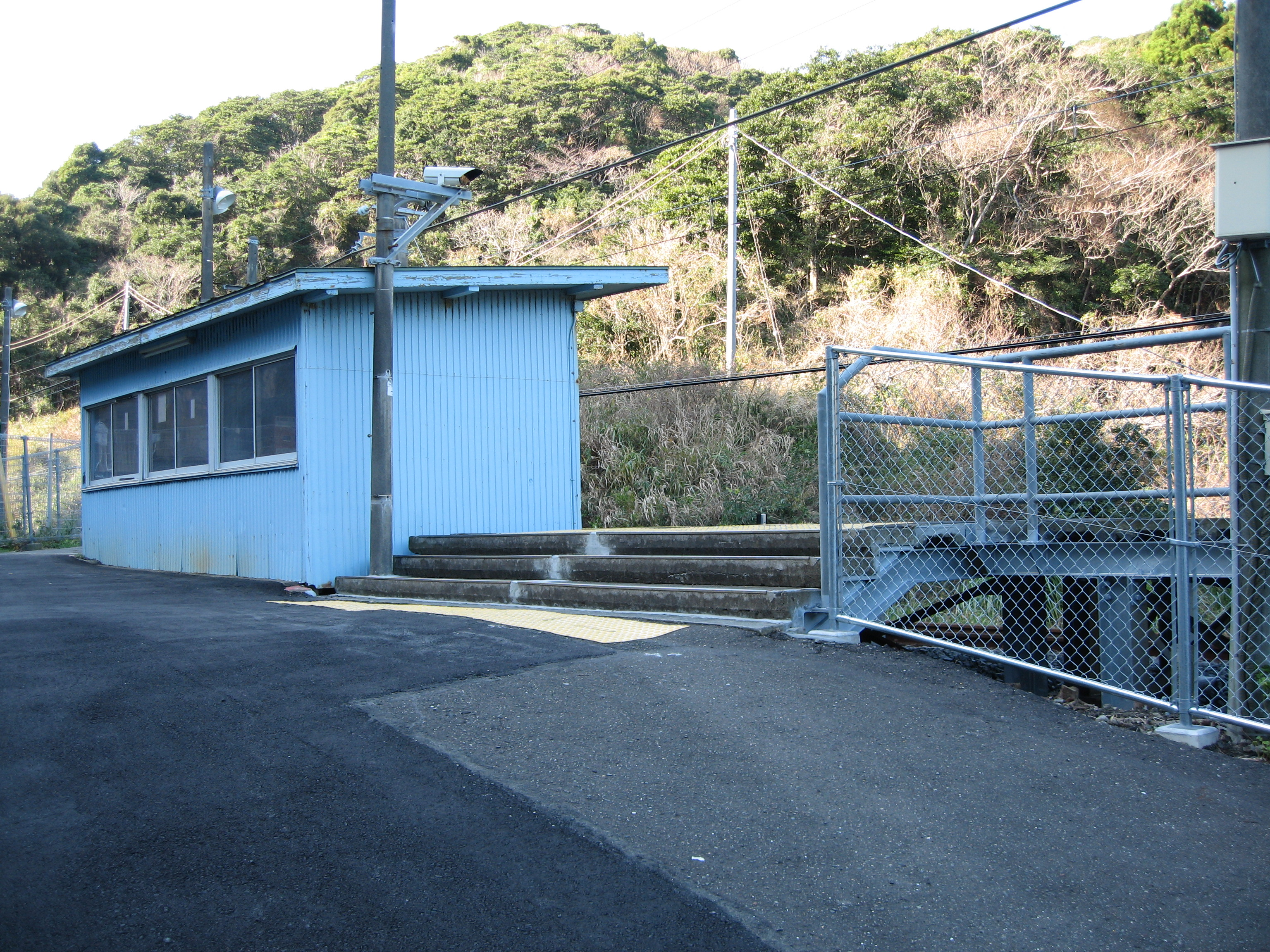
舊站入口（2007年1月8日）
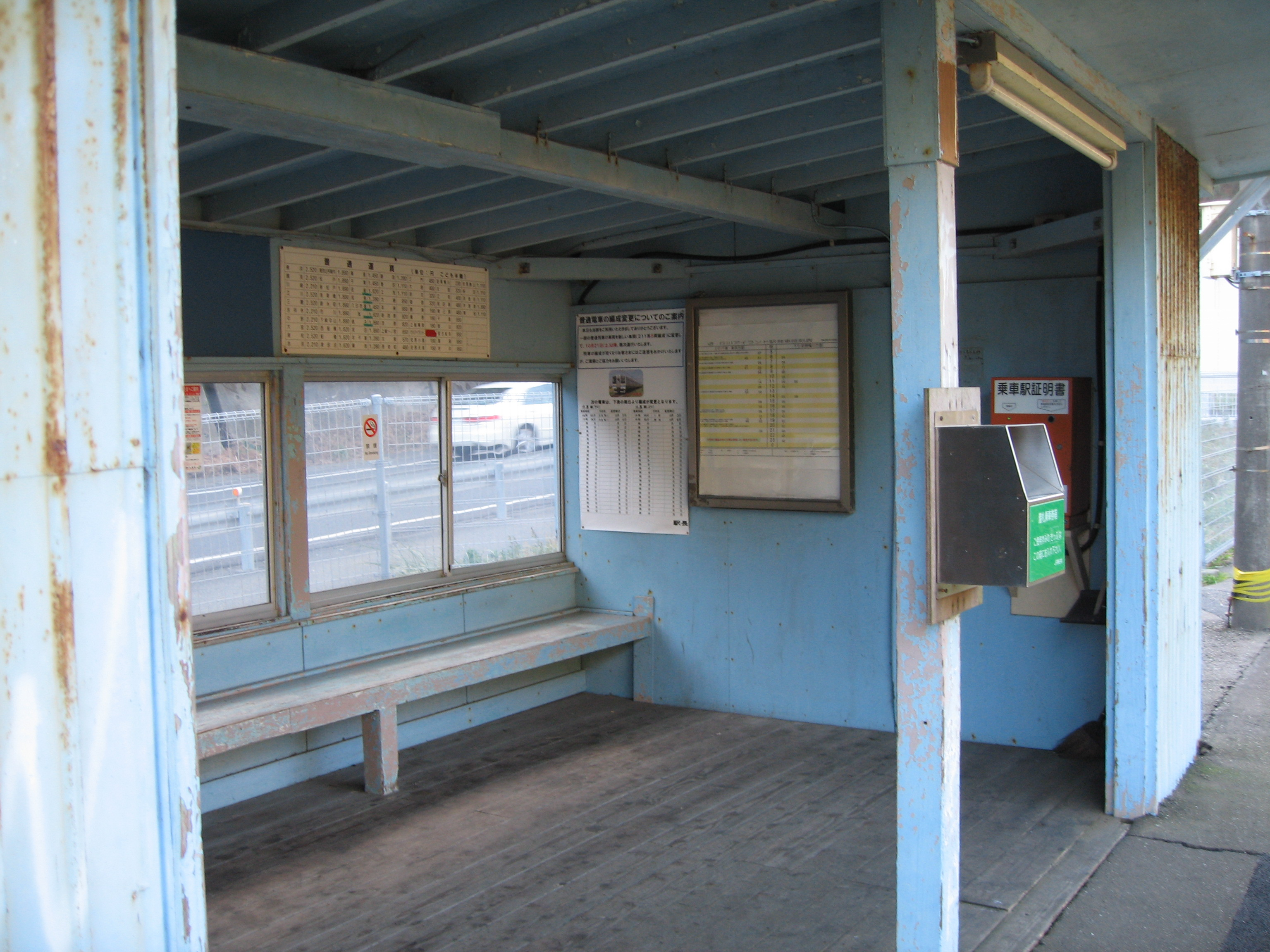
舊候車室（2007年1月8日）

## 車站構造

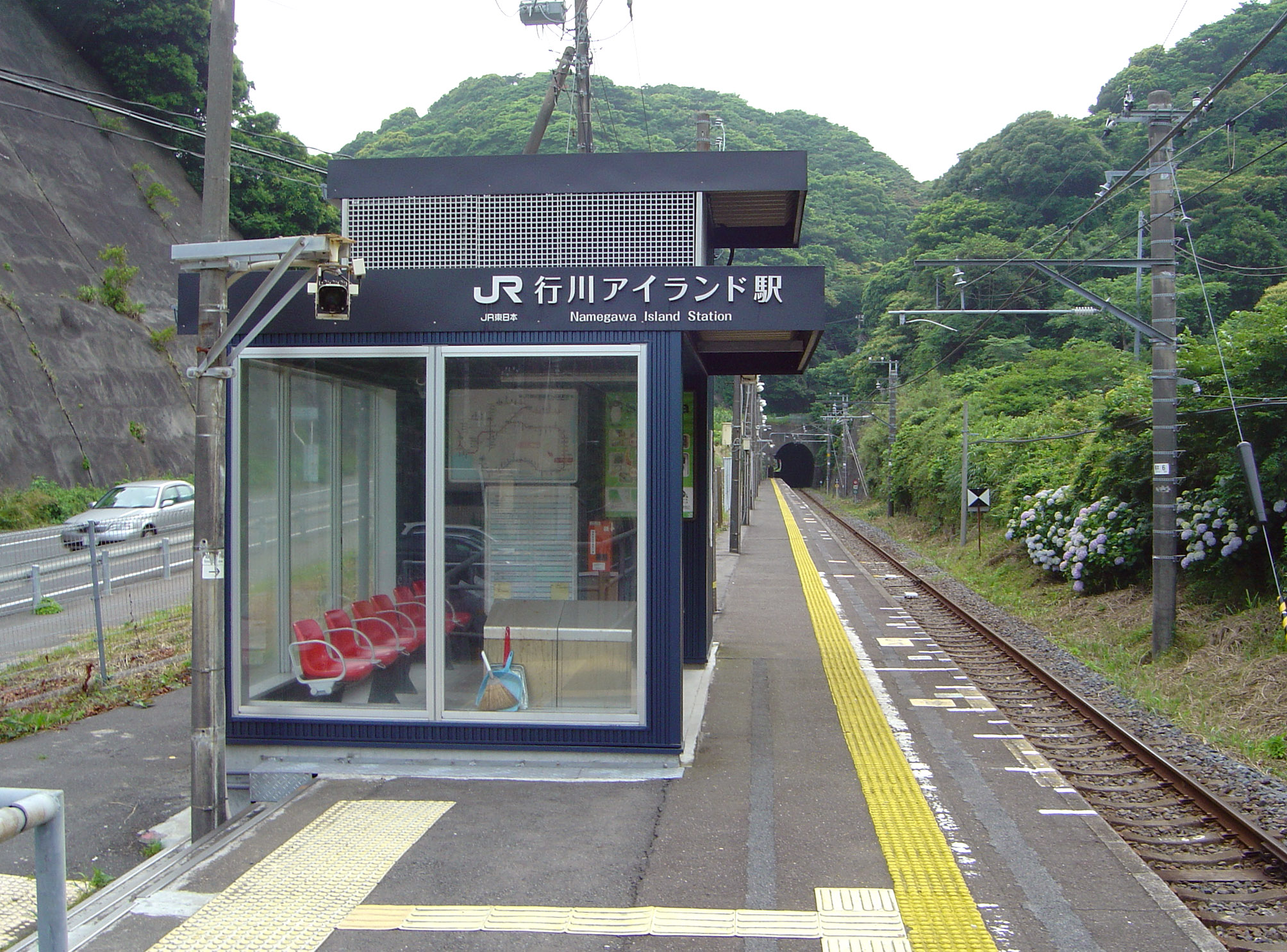
候車室（2009年6月18日）

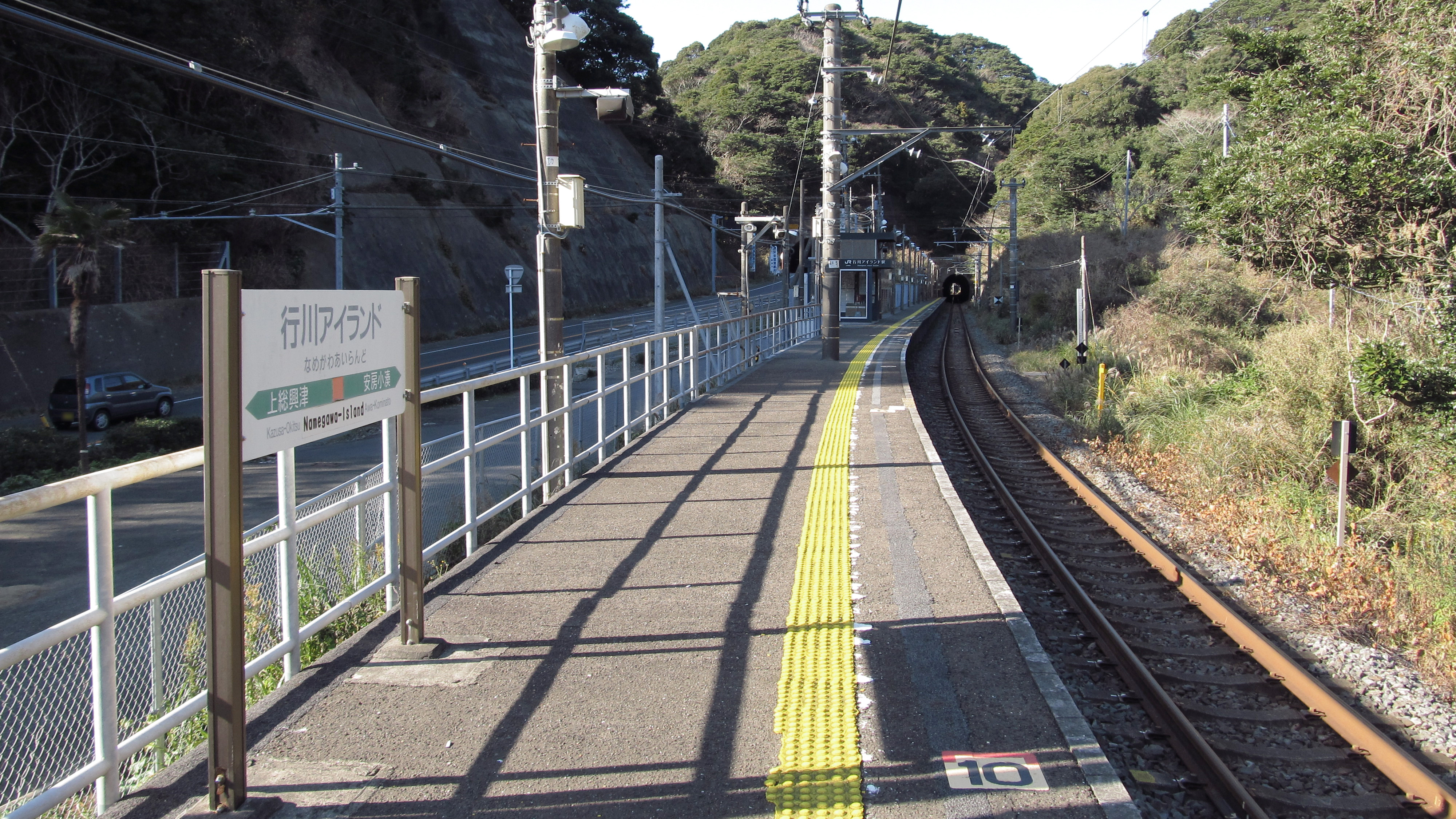
月台望向安房鴨川站方向（2014年1月7日）

此站是地面車站，設有1面1線的單式月台。月台可容納11卡車廂。
此站是由勝浦站管理的無人車站。此站設有簡易Suica閘機、乘車站證明票發行機。此站至安房小湊站之間會因受強風影響，把該區間速度規制降低甚至暫停服務。

## 使用狀況
在2006年（平成18年）度1日平均乘車人次為19人，為縣內JR車站中最少人使用的車站。在1990年代前期曾經有200人使用此站，在1994年起每年減少。而車站絕大部分乘客是前往行川島的觀光客，在行川島結業後乘客人次大幅減少。以下為乘車人次變化列表：
| 乘車人次變化       | 乘車人次變化     | 乘車人次變化 |
| 年度               | 1日平均 乘車人次 | 參考資料     |
| ------------------ | ---------------- | ------------ |
| 1990年（平成02年） | 266              | [ * 1 ]      |
| 1991年（平成03年） | 235              | [ * 2 ]      |
| 1992年（平成04年） | 241              | [ * 3 ]      |
| 1993年（平成05年） | 236              | [ * 4 ]      |
| 1994年（平成06年） | 195              | [ * 5 ]      |
| 1995年（平成07年） | 161              | [ * 6 ]      |
| 1996年（平成08年） | 140              | [ * 7 ]      |
| 1997年（平成09年） | 121              | [ * 8 ]      |
| 1998年（平成10年） | 117              | [ * 9 ]      |
| 1999年（平成11年） | 106              | [ * 10 ]     |
| 2000年（平成12年） | 84               | [ * 11 ]     |
| 2001年（平成13年） | 59               | [ * 12 ]     |
| 2002年（平成14年） | 28               | [ * 13 ]     |
| 2003年（平成15年） | 26               | [ * 14 ]     |
| 2004年（平成16年） | 20               | [ * 15 ]     |
| 2005年（平成17年） | 21               | [ * 16 ]     |
| 2006年（平成18年） | 19               | [ * 17 ]     |

## 車站周邊
- 國道128號（日语：国道128号）
- 舊勝浦市立行川小學（靠近上總興津站方向約500米） - 在2009年與市立興津小學合併而關校。在2010年至2014年曾經成為勝浦Big雛祭（日语：ビッグひな祭り#かつうらビッグひな祭り）的主要會場。
- 新勝浦市漁業協同組合濱行川分所
- 勝浦中斷局
- 濱行川漁港
- 大澤漁港
- 濱行川岬

## 巴士路線
在2019年（令和元年）9月30日前設有鴨川日東巴士「市內線」部分區間（誕生寺入口 - 行川島 - 興津站）駛入此站附近。

## 相鄰車站
東日本旅客鐵道（JR東日本）
■外房線
上總興津－行川島－安房小湊

## 注腳

### 使用狀況
1. ↑  千葉縣統計年鑑 （页面存档备份，存于）（日語） - 千葉縣

千葉縣統計年鑑
1. ↑  千葉縣統計年鑑（平成3年） （页面存档备份，存于）（日語）
2. ↑  千葉縣統計年鑑（平成4年） （页面存档备份，存于）（日語）
3. ↑  千葉縣統計年鑑（平成5年） （页面存档备份，存于）（日語）
4. ↑  千葉縣統計年鑑（平成6年） （页面存档备份，存于）（日語）
5. ↑  千葉縣統計年鑑（平成7年） （页面存档备份，存于）（日語）
6. ↑  千葉縣統計年鑑（平成8年） （页面存档备份，存于）（日語）
7. ↑  千葉縣統計年鑑（平成9年） （页面存档备份，存于）（日語）
8. ↑  千葉縣統計年鑑（平成10年） （页面存档备份，存于）（日語）
9. ↑  千葉縣統計年鑑（平成11年） （页面存档备份，存于）（日語）
10. ↑  千葉縣統計年鑑（平成12年） （页面存档备份，存于）（日語）
11. ↑  千葉縣統計年鑑（平成13年） （页面存档备份，存于）（日語）
12. ↑  千葉縣統計年鑑（平成14年） （页面存档备份，存于）（日語）
13. ↑  千葉縣統計年鑑（平成15年） （页面存档备份，存于）（日語）
14. ↑  千葉縣統計年鑑（平成16年） （页面存档备份，存于）（日語）
15. ↑  千葉縣統計年鑑（平成17年） （页面存档备份，存于）（日語）
16. ↑  千葉縣統計年鑑（平成18年） （页面存档备份，存于）（日語）
17. ↑  千葉縣統計年鑑（平成19年） （页面存档备份，存于）（日語）

## 外部連結
- 車站資訊（行川島）：東日本旅客鐵道（日語）